# Séloghin (Doulougou)
Pour les articles homonymes, voir Séloghin.
Séloghin est un village du département et la commune rurale de Doulougou, situé dans la province du Bazèga et la région du Centre-Sud au Burkina Faso.

## Géographie

### Démographie
- En 2003 le village comptait 454 habitants estimés[2]
- En 2006 le village comptait 403 habitants recensés[1].

## Santé et éducation
Le centre de soins le plus proche de Séloghin est le centre de santé et de promotion sociale (CSPS) de Doulougou.